# Palaeocoma
Palaeocoma is een geslacht van uitgestorven slangsterren die leefden van het Midden-Trias tot het Vroeg-Jura. De fossielen zijn gevonden in Europa.

## Beschrijving
Deze slangsterren hadden een lichaam met vijf lange flexibele armen, die bedekt waren met vier rijen bijna even grote plaatjes, en een kleine centrale schijf, die aan de bovenzijde was samengesteld uit tien grote, peervormige platen. De onderzijde was bezet met vijf platen. De normale schijfdiameter bedroeg ongeveer twee centimeter.

## Leefwijze
Vertegenwoordigers van dit geslacht leefden op siltbodems.

## Verspreiding
Het geslacht Palaeocoma werd herzien door Hess (1960, 1962) en is bekend van het Midden-Trias (Ladinien) tot het Vroeg-Jura (Toarcien) met meldingen gerapporteerd vanuit het Verenigd Koninkrijk (Hess, 1964; Kutscher, 1996), Frankrijk (Thuy, 2011; Thuy et al., 2011), Luxemburg (Kutscher & Hary, 1991), Duitsland (Kutscher, 1988), Zwitserland (Hess, 1960, 1962), Italië (Pinna, 1985), en Servië en Montenegro (Bachmayer & Kollmann, 1968).

## Soorten
- Palaeocoma escheri (Heer, 1865) †
- Palaeocoma milleri (Phillips, 1829) †
- Palaeocoma raiblana (Toula, 1887) †